# Leuchtturm Kap Arkona

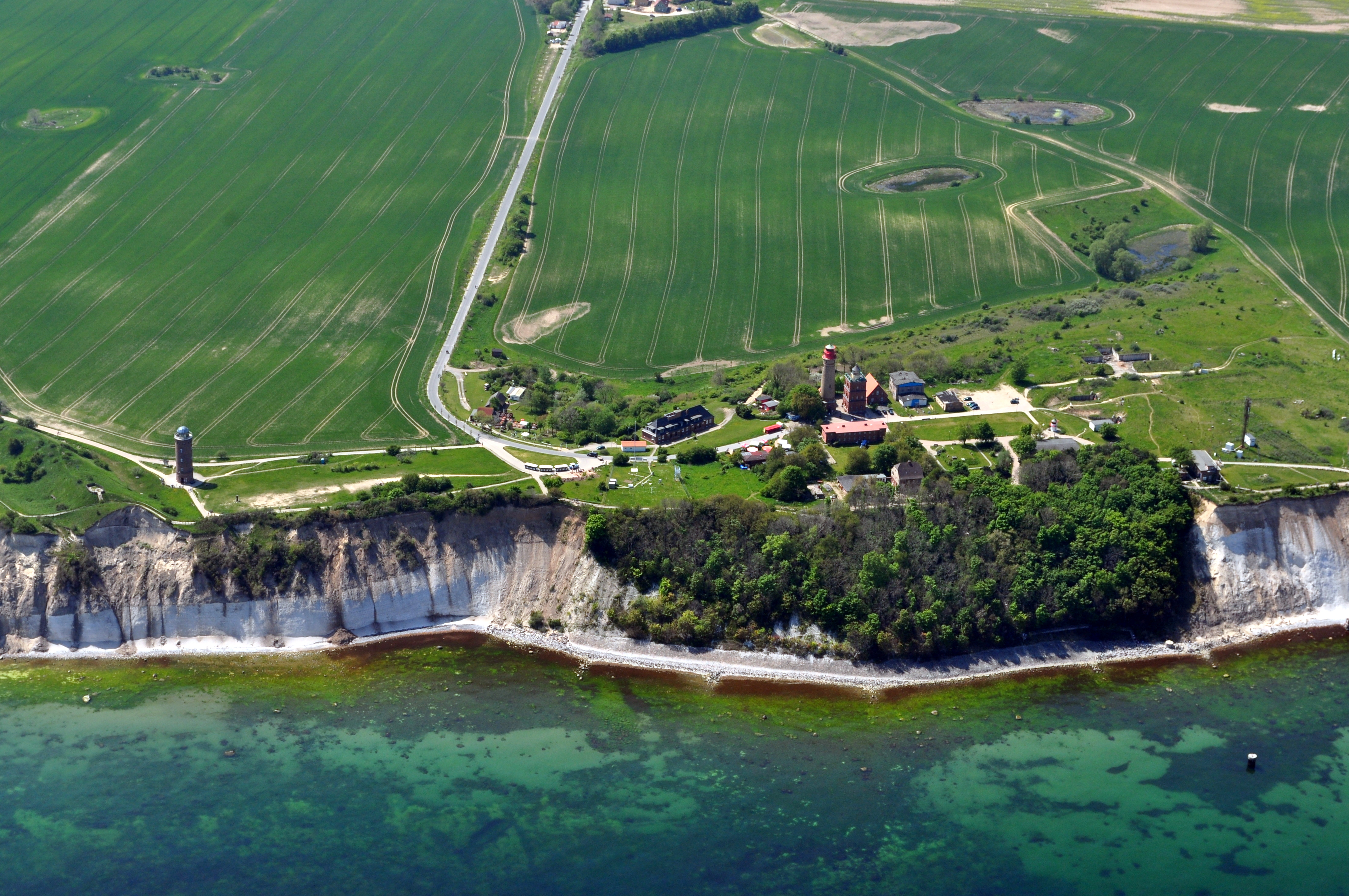
Luftbild von Kap Arkona, links der Peilturm, mittig die zwei Leuchttürme

Als Leuchtturm Kap Arkona bezeichnet man zwei Seefeuer an der Ostsee in Mecklenburg-Vorpommern. Sie befinden sich am Kap Arkona auf der Halbinsel Wittow an der Nordspitze der Insel Rügen. In Sichtweite befindet sich der Peilturm Kap Arkona.
Beide Leuchttürme wurden Anfang der 1990er Jahre saniert und sind für Besucher zur Besichtigung geöffnet. Im alten Leuchtturm befindet sich heute das Museum mit einer Ausstellung zu Leuchtfeuern und Seenotrettung und eine Außenstelle des Standesamtes. Hier geschlossene Ehen werden durch eine kleine Tafel im Boden vor dem Turm verewigt. Auf jedem Turm befindet sich eine Aussichtsplattform, von denen man einen ungehinderten Blick über Rügen und insbesondere die Halbinsel Wittow hat. Bei klarem Wetter kann man bis zur dänischen Insel Møn blicken.

## Geschichte
Erst nach der endgültigen Befreiung Europas und dem Sturz Napoleons kam es in Preußen mit dem Deutschen Bund zur Bildung eines lockeren Bündnisses von Staaten. Unter der Leitung von Peter Beuth auf der „Stelle eines vortragenden Raths bei der General Verwaltung für Gewerbe und Handel“ wurde eine umfangreiche Befeuerung der preußischen Küste begonnen. Nach der Turmerhöhung Memel (1819) wurden neu erbaut Rixhöft (1822), Arcona (1824), Hela (1826) und Jershöft (1830). In der nachfolgenden Zeit bis zur Jahrhundertwende sind weit mehr als 20 Seefeuer an der deutschen Küste in Dienst gestellt worden.

## Schinkelturm
Der kleinere der beiden Leuchttürme wurde 1826/27 nach Plänen der preußischen Oberbaudeputation in Backsteinbauweise erbaut. Der Entwurf wird meist Karl Friedrich Schinkel zugeschrieben, was im Wesentlichen auf ein 1863 durch Schinkels Schwiegersohn Alfred von Wolzogen herausgegebenes Werkverzeichnis zurückgeht.
Schinkel wurde jedoch in einem 1828 erschienenen Druckwerk über die „Bauausführungen des Preußischen Staates“ nicht erwähnt, in dem der Oberbaurat August Adolph Günther den Leuchtturm einen „Entwurf der Königl. Ober-Bau-Deputation“ nannte. Signaturen auf zwei Zeichnungen des Leuchtturms werden einerseits als Beleg für Schinkels Urheberschaft, andererseits als einfaches verwaltungsinternes Prüfvermerk gedeutet. Von Schinkel selbst, der den Turm erstmals 1835 besichtigte, sind keine Aussagen über eine eigene Beteiligung am Bau des Turms bekannt. Andererseits nennt ein Zeitgenosse, der Berliner Kupferstecher Johann Friedrich Rosmäsler, in seinem 1834 erschienenen Buch Preußen in landschaftlichen Darstellungen Schinkel als den Urheber des Entwurfs. Von Rosmäsler stammt auch ein Stahlstich des Leuchtturms (1835).
Der Grundstein wurde am 5. Mai 1826 gelegt. Am 10. Dezember 1827 wurde das Feuer gezündet. Der Turm ist 22,45 m hoch und hat eine Feuerhöhe von 66 m ü. NN. Sein Leuchtfeuer war acht Seemeilen weit sichtbar. Über 86 Stufen gelangt man zur Aussichtsplattform in 15,55 Meter Höhe.
Der Beleuchtungsapparat wurde durch Goldschmiedemeister Hossauaer aus Berlin hergestellt. Er bestand aus 17 versilberten kupfernen Parabolspiegeln, in deren Brennpunkt sich je ein Brenner mit eigenem Ölgefäß mit Rüböl befand. Die zugehörigen Spiegel waren an Metallringen in zwei versetzten Reihen angeordnet. Im Jahr 1872 wurden sechs zusätzliche Lampen installiert, die mit Petroleum betrieben wurden. Ein Jahr später erfolgte die komplette Umstellung der Brenner auf Petroleum.
Eine historische Beschreibung des Leuchtturms und der Aussicht findet man im Rügen-Reiseführer von 1889.
Die Räume des dreigeschossigen viereckigen Turms nutzte man als Dienst- und Lagerräume. Er wird auch Schinkelturm genannt. Am 1. April 1905 wurde er außer Dienst gestellt. Er ist nach dem Travemünder Leuchtturm der zweitälteste Leuchtturm an der Ostseeküste. FED-065
Im Schinkelturm am Kap Arkona befindet sich das nördlichste Trauzimmer Mecklenburg-Vorpommerns.
Der größere Turm wurde 1901–1902, von der Königlich-Preußischen Bauverwaltung in Auftrag gegeben nach demselben Entwurf wie der Leuchtturm Helgoland, direkt neben dem alten Turm erbaut und am 1. April 1905 in Betrieb genommen. Er ist 35 m hoch und hat eine Feuerhöhe von 75 m ü. NN. Er ist aus Ziegelsteinen errichtet und steht auf einem achteckigen Granitsockel.

## Neuer Turm
Am 27. Juni 1894 entstanden die Pläne für ein elektrisch gespeistes Leuchtfeuer als Ersatz für den Alten Turm durch die Firma Helios Aktiengesellschaft. Diese Firma baute und montierte im Jahr 1902 den Beleuchtungsapparat. Dieser bestand aus zwei auf einem Drehtisch montierten Kohlebogenlampen. Jede war auf drei Seiten von Scheinwerferlinsen umgeben, in der vierten Richtung dunkelte eine Blende das Licht ab. Diese Leuchteinrichtung bestand, bis 1921 zwei Glühlampen als Lichtquellen eingebaut wurden. 1995 tauschte man dieses System gegen eine Halogenmetalldampflampe mit einer Betriebslichtstärke von 2,325 Mio. Candela. Ihr elektrisches Blitzfeuer sendet alle 17,1 Sekunden drei Blitze aus und ist 24 Seemeilen weit sichtbar. Gleichzeitig wurde eines der beiden Linsentripel abgebaut und für die Öffentlichkeit ausgestellt.
Der Turm hat eine Gesamthöhe von etwa 35 Metern und eine Feuerhöhe von 75 Metern. 175 Stufen führen zu einer für die Öffentlichkeit freigegebenen Aussichtsplattform in etwa 28 Metern Höhe.
Die Verantwortlichkeit für den Leuchtturm (Wartung und Unterhaltung) liegt seit 2020 beim Wasserstraßen- und Schifffahrtsamt Ostsee.

## Besonderheit
Die Leuchtturmanlage, Alter und Neuer Leuchtturm mit ehemaligem Leuchtturmwärterhaus, Werkstatt- und Maschinenhaus der ehemaligen Nebelsignalstation sowie dem Peilturm steht unter Denkmalschutz und wurde als Baudenkmal in die Kreisdenkmalliste des Landkreises Vorpommern-Rügen aufgenommen.

## Philatelistische Würdigung
Die erste Briefmarke, die die Leuchttürme Kap Arkona zeigt, erschien am 7. Mai 1974 von der Deutschen Post der DDR.  Die Marke gehört zur Serie Leuchttürme, Leit-, Leucht- und Molenfeuer (Mi.Nr. 1956) mit dem Wert von 35 Pfennig. Der Entwurf stammt vom Grafiker Jochen Bertholdt aus Rostock. Die Auflage betrug 5 Millionen Stück.
Eine weitere Marke erschien am 10. Juni 1980 mit dem Abbild von Bauwerken im Bezirk Rostock u. a. die Leuchttürme am Kap Arkona. Die Marke gehört zur Serie 18. Arbeiterfestspiele der DDR (Mi.Nr. 2514) mit dem Wert von 10 Pfennig. Der Entwurf stammt vom Grafiker Jochen Bertholdt aus Rostock. Die Auflage betrug 16 Millionen Stück.
Die erste Briefmarke mit dem Abbild von Kap Arkona und seinen Leuchttürmen erschien nach der Wiedervereinigung am 15. Juli 1993 von der Deutschen Bundespost in der Serie Bilder aus Deutschland (Mi.Nr. 1684) mit dem Wert von 100 Pfennig. Der Entwurf stammt vom Grafiker Heinz Schillinger aus Nürnberg. Die Auflage betrug 25.750.000 Stück.
In philatelistischer Würdigung des Turms gab die Deutsche Post AG mit Ausgabetag 12. Juli 2012 ein Postwertzeichen (DBP LT Arkona 55 ct 2012) im Wert von 55 Eurocent heraus. Die deutsche Sonderpostwertzeichenserie Leuchttürme (Mi.-Nr. 2943) erscheint seit 2004. Der Entwurf dieser Marke der Briefmarkenserie Leuchttürme stammt, wie alle bisherigen Briefmarken der Serie, vom Grafiker Johannes Graf aus Dortmund nach fotografischer Vorlage vom Wissenschaftsfotograf Reinhard Scheiblich aus Norderstedt. Die Ausgabe erfolgte in einer Auflage von 5,7 Millionen Stück.